# Cathaymyrus
Cathaymyrus es un género de cordado del Cámbrico inferior proveniente de la biota de Chengjiang en la provincia de Yunnan, China. El género contiene dos especies, ambas tienen un cuerpo largo y segmentado sin cabeza distintiva. Los segmentos se asemejan a los bloques musculares en forma de V que se encuentran en los cefalocordados como Amphioxus. Una impresión lineal larga en los fósiles recorre la "parte posterior" del cuerpo y parece asemejarse a un notocordio de cordado.
Si bien algunos autores han sugerido que el género es un cefalocordado y está estrechamente relacionado con las lancetas vivas, otros autores han cuestionado esto debido a la mala preservación de la región de la cabeza, considerando incierta su ubicación dentro de Chordata.